# 武尔卡诺岛

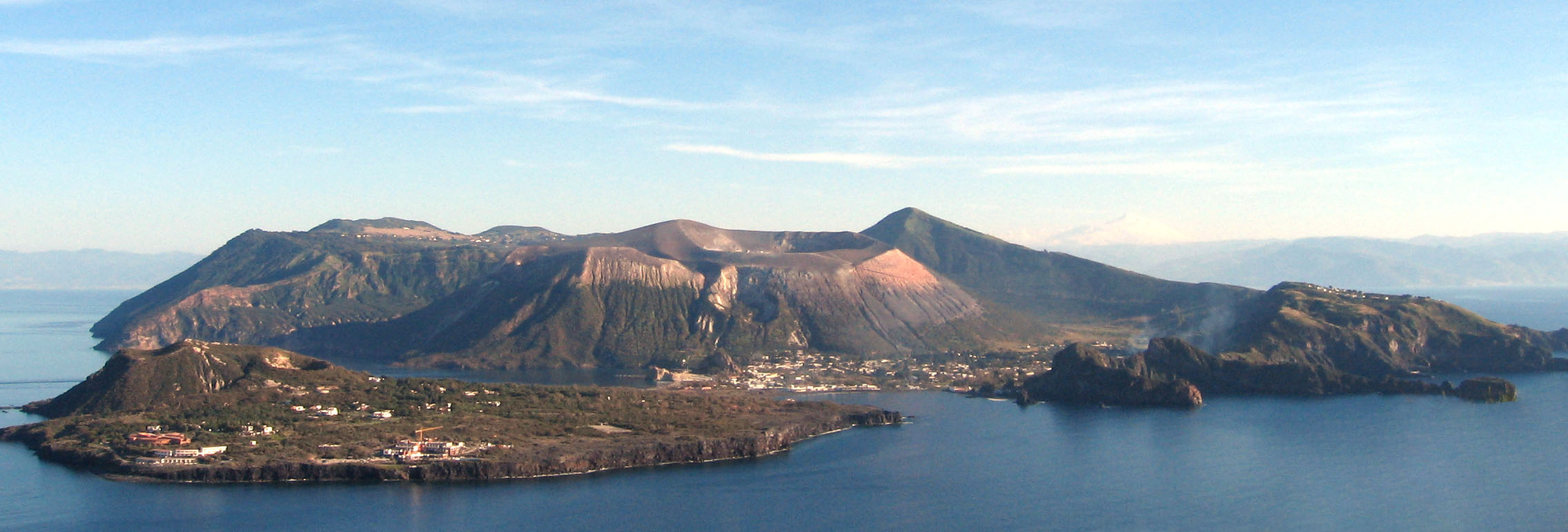
武尔卡诺岛

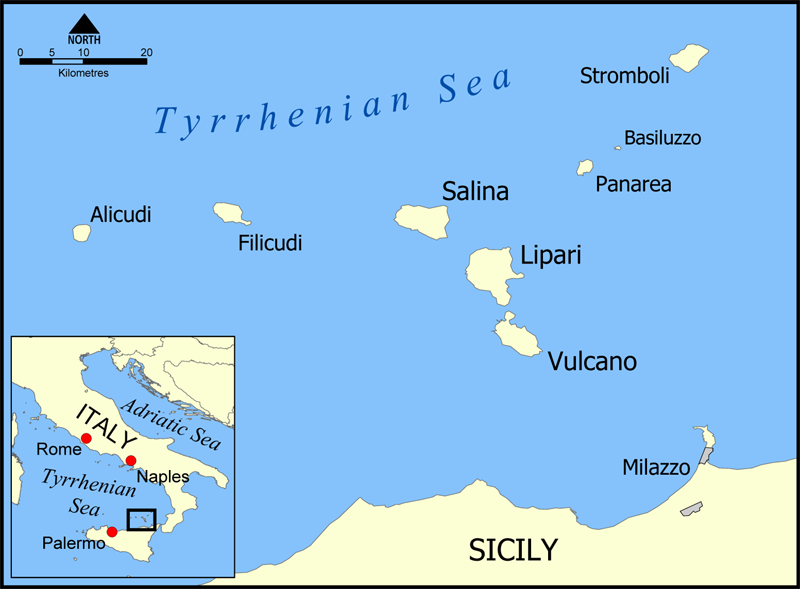
武尔卡诺岛在伊奥利亚群岛的位置

武尔卡诺岛（義大利語：Vulcano）是意大利第勒尼安海中的一个火山岛，在西西里岛以北25千米，是伊奥利亚群岛8个岛中位置最靠南的一个。面积21平方千米，海拔500米。岛上有意大利四个活跃的非海底火山之一。